# Ángel Atienza Landeta
Ángel Atienza Landeta (16 de març de 1931 - 23 d'agost de 2015) va ser un artista i futbolista espanyol que va jugar de defensa al Reial Madrid, amb el qual va guanyar la primera Copa d'Europa.

## Carrera futbolística
Atienza va néixer a Madrid, la capital espanyola, i es va retirar del futbol professional l'1 de juliol de 1960.
Va jugar com a titular la final de la Copa d'Europa de 1956, que el Madrid va guanyar 4-3 a l'Stade de Reims i que inauguraría una ratxa de cinc victòries consecutives en aquesta competició. TAmbé va jugar com a titular la final de la Copa d'Europa de 1958, que el Madrid va guanyar per 3-2 contra l'AC Milan a Heysel.
Al llarg de la seva carrera, va jugar pel Reial Saragossa i el Reial Madrid, guanyant la primera divisió i la Copa d'Europa tres vegades cadascun amb aquest últim. Ja interessat en l'art, va treballar com a artista en el període entre jugar al Saragossa i al Madrid.

## Carrera artística
Durant la seva carrera futbolística, Atienza va participar en exposicions col·lectives i va mantenir vincles amb el món artístic en el seu temps lliure. El 1958, durant un viatge per l'Europa Central, va descobrir el vidre de colors encaixat en formigó com a expressió artística. Posteriorment, va començar a col·laborar amb altres artistes, es va retirar del futbol i va començar a fer murals en mosaic i vitralls. El 1964 va començar a crear murals de ceràmica. El seu primer treball va ser a l'Hotel Carlton Rioja de Logronyo. Es va traslladar a Veneçuela el 1976 i va començar a incorporar nous materials a la seva obra mural, com ara el ferro, el bronze i l'alumini. Va participar directament en diversos projectes arquitectònics per tal d'aconseguir harmonia entre les seves obres i el seu entorn. El 2001 va tornar a Espanya, on va continuar treballant en pintures i participant en exposicions i sales d'exposició.

## Vida personal
El seu germà gran, Adolfo Atienza, també va ser futbolista, que va jugar de davanter al Celta de Vigo, al Reial Madrid, al Las Palmas, al Reial Jaén i a la selecció espanyola. Van jugar junts amb el Madrid durant la temporada 1954–55.

## Palmarès

### Futbol
- La Lliga: 1954–55, 1956–57, 1957–58
- Copa d'Europa: 1956, 1957, 1958, 1959, 1960

### Art
- Premi Nacional del Banc de Màlaga (Màlaga)
- Placa honorífica de l'església de San Juan Bosco (Los Teques, Veneçuela)
- Distinció Juan Fernandez de Leon  Guanare, Veneçuela)

## Exposicions
- 1964: Daily Town, sala d'exposicions (Madrid)
- 1972: Galeria d'Art de Rottembourg (Madrid)
- 1972: Hotel Hilton, sala d'exposicions (Brussel·les)
- 1973: Galeria d'Art Lambert Monet (Ginebra)
- 1975: Galeria d'Art de Rottembourg, exposició col·lectiva (Madrid)
- 1975: La Corunya, sala d'exposicions (Espanya)
- 2003: Sala Barna Art Gallery (Barcelona)
- 2003: MAC 21 Fira Internacional d'Art Contemporani (Marbella, Espanya)
- 2003: Frankfurter Buchmesse Art Fair (Frankfurt)
- 2004: Sala Sorolla Art Gallery (Terrassa)
- 2004: Galeria d'Art Sala Barna, exposicions col·lectives (Barcelona)
- 2004: Frankfurter Buchmesse Art Fair Art Fair (Frankfurt)
- 2004: Museu de les Amèriques (Miami)
- 2005–2006: Torreón Fortea, sala d'exposicions (Saragossa)
- 2006: Sala Barna Art Gallery (Barcelona)
- 2006: Fira d'Art d'Holanda (La Haia)
- 2007: Sala Barna Art Gallery (Barcelona)
- 2008: Sala Esart Art Gallery, Sala d'Hivern (Barcelona)
- 2008: Sala Pia Almoina Art Gallery (Barcelona)